# Plumelin
Plumelin (bretonisch: Pluverin) ist eine französische Gemeinde mit 2841 Einwohnern (Stand 1. Januar 2022) im Département Morbihan in der Region Bretagne.

## Lage
Plumelin liegt im Zentrum des Départements Morbihan und gehört zum Pays de Pontivy.
Nachbargemeinden sind Évellys im Norden, Moréac im Nordosten, Locminé im Osten, Moustoir-Ac im Südosten und Süden, La Chapelle-Neuve im Südwesten und Westen sowie Guénin im Nordwesten.
Durch den Ort Plumelin verläuft die D117 als Verbindung von Locminé nach Baud sowie die D179 von Grand-Champ nach Pontivy.
Das Flüsschen Tarun bildet die südliche Gemeindegrenze. Weitere Gewässer auf Gemeindegebiet sind der Bach Le Fou und einige Teiche. Teile des Gemeindeareals sind von Wald bedeckt. Das Größte darunter ist der Bois de Guénanec.

## Geschichte
Die Gemeinde gehörte zur bretonischen Region Bro-Gwened (frz. Vannetais) und innerhalb dieser Region zum Gebiet Bro Baod (frz. Pays de Baud) und teilt dessen Geschichte. Im Jahr 1867 spaltete sich ein Teil des Gemeindegebiets ab und bildete die Gemeinde La Chapelle-Neuve.

## Bevölkerungsentwicklung
| Jahr      | 1962 | 1968 | 1975 | 1982 | 1990 | 1999 | 2006 | 2019 |
| Einwohner | 2050 | 1864 | 1715 | 1809 | 1748 | 1785 | 2232 | 2770 |

## Sehenswürdigkeiten
- Schloss von Guénanec aus dem 17. Jahrhundert
- Kirche Saint Melaine aus dem 15. Jahrhundert
- Kapelle Saint-Jean-Du-Poteau von 1767
- Kapelle Saint-Quidy aus dem 16. Jahrhundert
- Kapelle der Congrégation des filles de Jésus in Kermaria von 1865
- Wegkreuze, Brunnen und ein Denkmal für die Gefallenen der Résistance

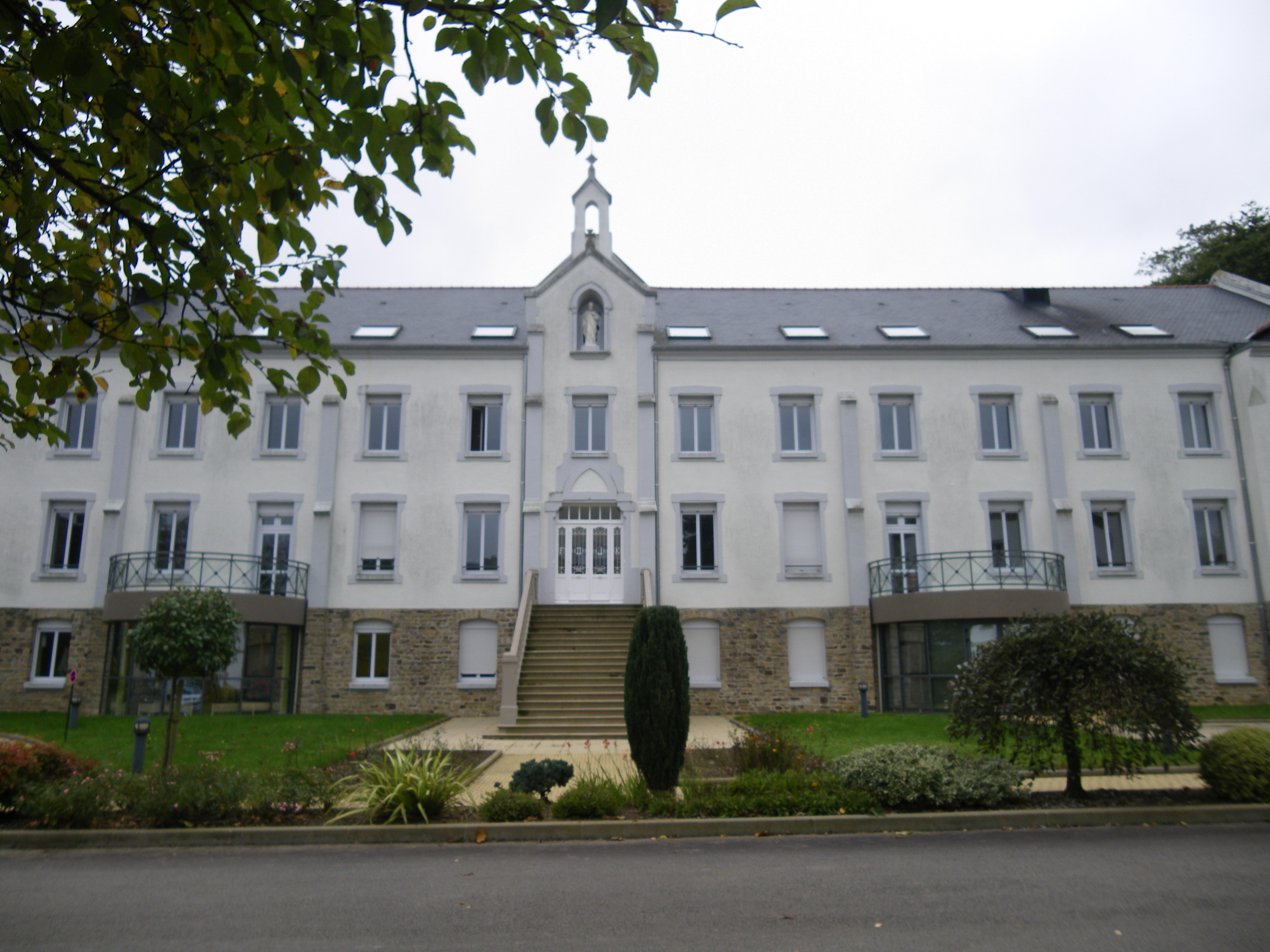
Kapelle der Congrégation des filles de Jésus in Kermaria
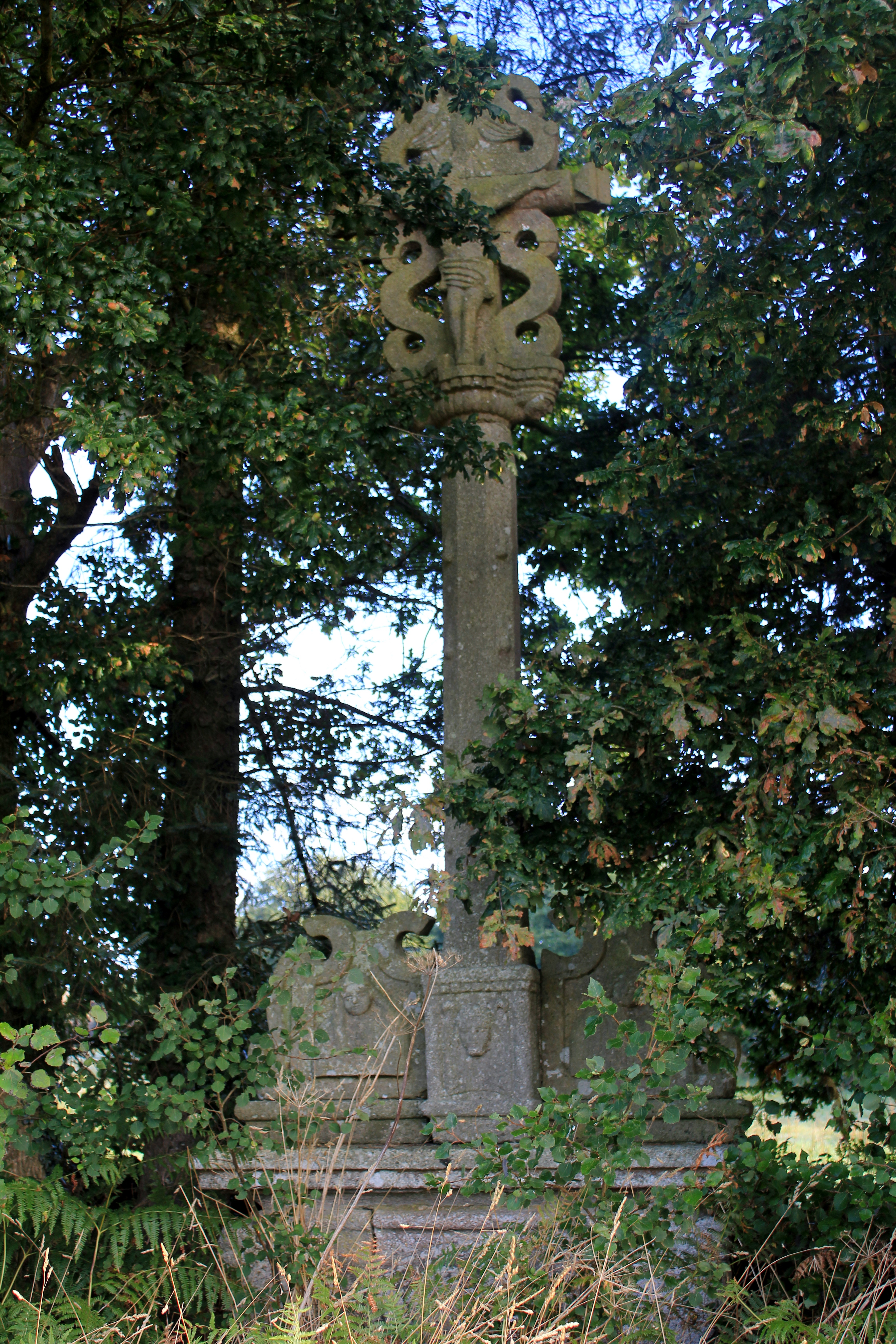
Flurkreuz in Kercloarec
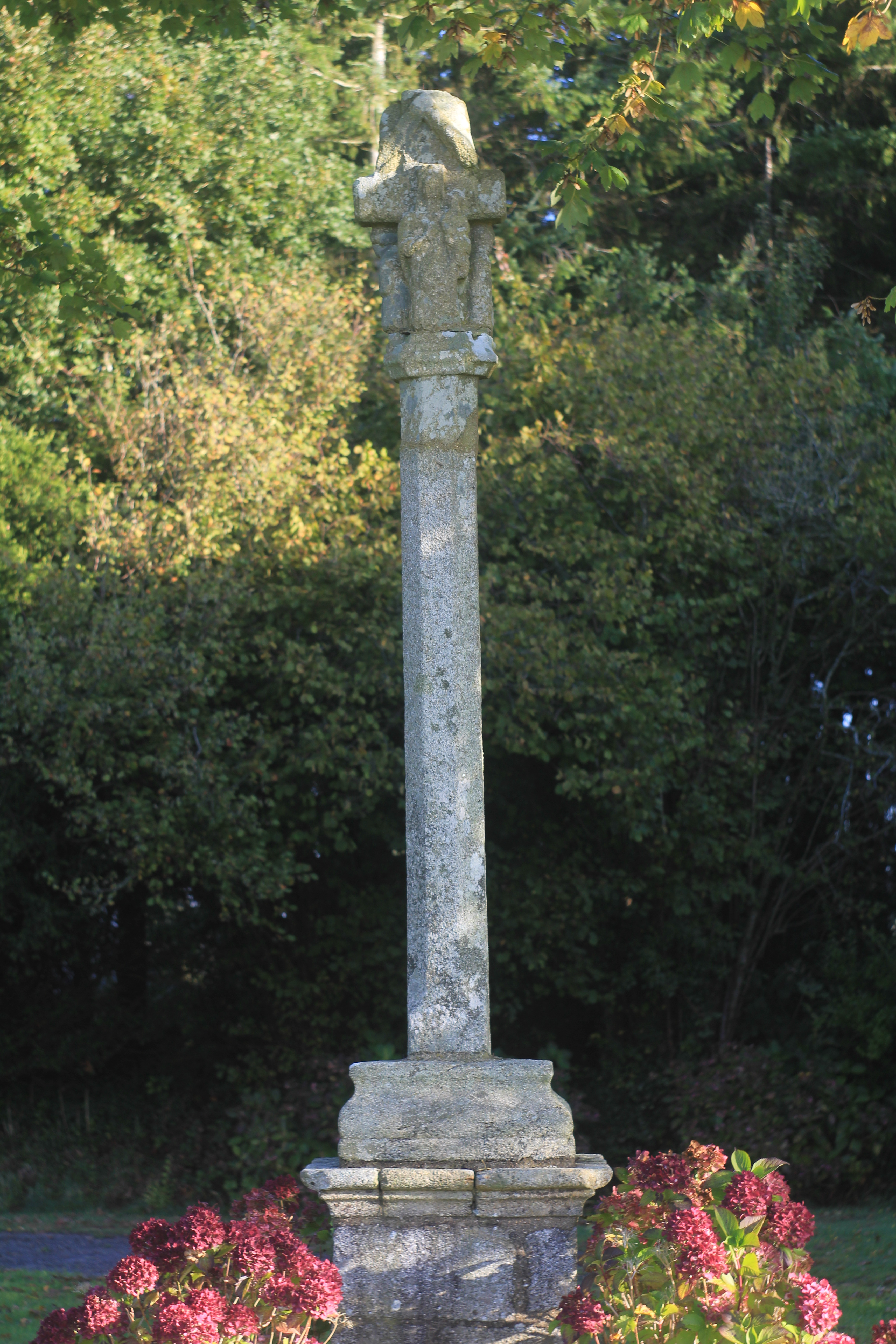
Flurkreuz Saint-Jean-du-Poteau
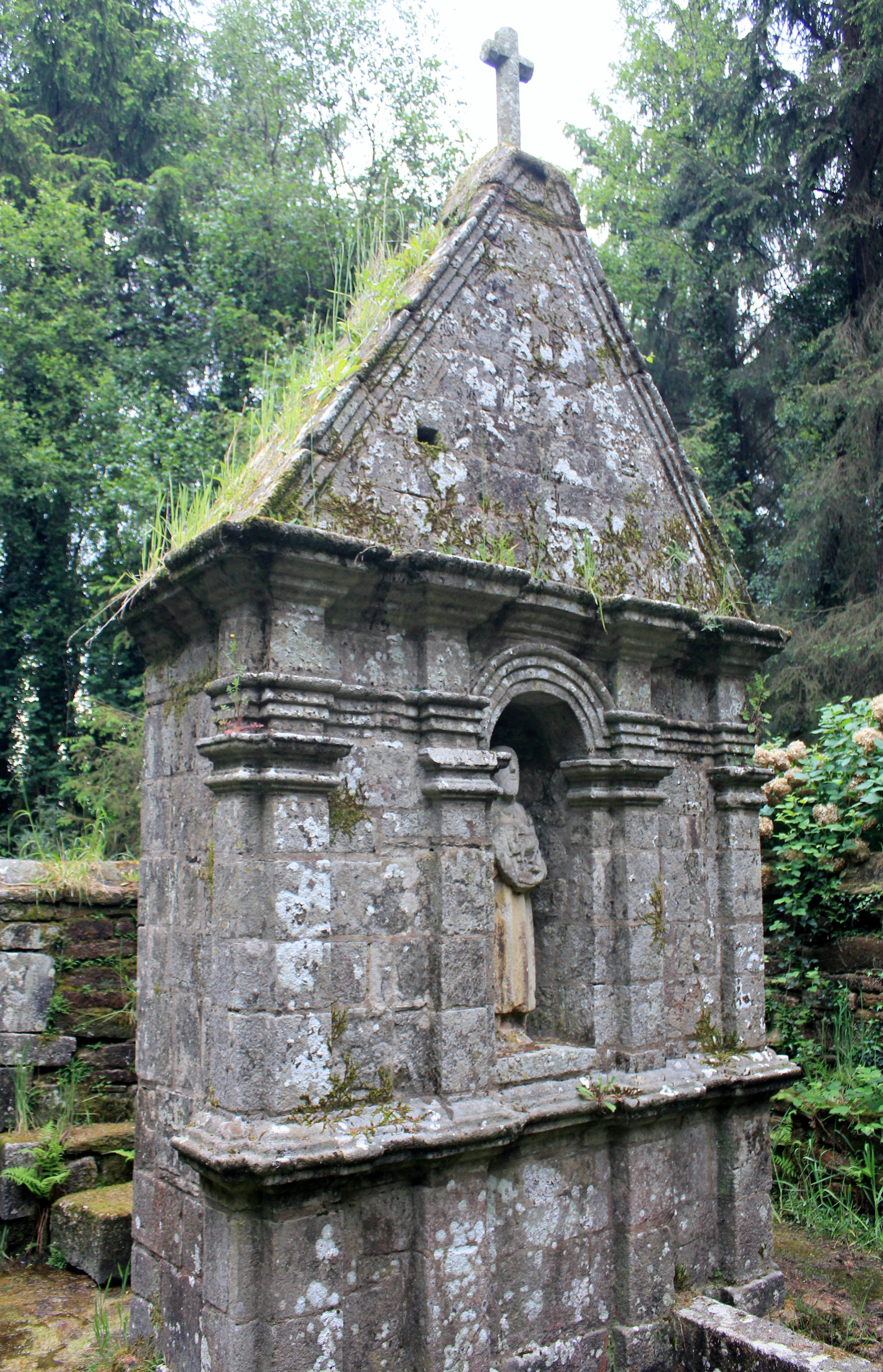
Brunnen Saint-Jean-du-Poteau